# Tra sesso e castità
Tra sesso e castità (sottotitolo Un viaggio fra dogmi e tabù nelle religioni del mondo) è un saggio norvegese scritto dallo studioso di religioni Dag Øistein Endsjø, che tratta la questione contemporanea tra le diverse visioni religiose riguardo alla sessualità. È stato pubblicato originariamente in Norvegia nel 2009, con il titolo Sex og religion. Fra jomfruball til hellig homosex, accolto da molte recensioni positive.

## Sommario
Il libro è una guida dettagliata sui diversi modi che le fedi religiose hanno di reprimere o celebrare la sessualità e quanto vi è correlato, così come le maniere di codificare quasi ogni tipo di rapporto sessuale e di intervenire sul tema. 

## Edizioni
- Dag Øistein Endsjø, Sex og religion. Fra jomfruball til hellig homosex, Oslo, Universitetsforlaget, 2009, ISBN 978-82-15-01350-3.
- Dag Øistein Endsjø, Tra sesso e castità. Un viaggio fra dogmi e tabù nelle religioni del mondo, traduzione di Silvia Agogeri e Luca Delponte, Bologna, Odoya Edizioni, 2012, ISBN 978-88-6288-137-1.